# Elecciones generales de Honduras de 1902
Las elecciones generales de Honduras de 1902, fueron las primeras del siglo XX y se realizaron para el cambio de autoridades gubernamentales como ser:
- Presidente de Honduras: Jefe de Estado de Honduras que ejercerá las funciones de dirección del Poder Ejecutivo de Honduras por mandato del pueblo.
- Diputados al Congreso de Honduras.
- Alcaldes municipales.

## Resultados de vicepresidentes
En contraste con los candidatos presidenciales, los resultados de los candidatos para vicepresidente fue el siguiente:
- General Miguel Rafael Dávila Cuéllar, del Partido La Democracia, electo vicepresidente obtuvo 28,548 votos.
- General Máximo Betancourt Rosales, del Partido Liberal, obtuvo 25,117 votos.
- Doctor Rafael Alvarado Manzano, del Partido Club Unión Patriótica, obtuvo 4,855 votos.[3]

## Candidato ganador
El general Manuel Bonilla fue elegido Presidente de Honduras en las presentes elecciones, Bonilla al mando de los ejércitos gubernamentales tuvo que retirarse a defender las fronteras de los ataques invasores, es allí cuando se establece un Consejo de Ministros de Honduras de 1903, luego la Asamblea Legislativa nombra al doctor Juan Ángel Arias Boquín como presidente, dicho acto es denominado como el “Gobierno Usurpador”, Bonilla logra reunir fuerzas militares y se hace del gobierno en el mismo año para su periodo electoral del que había ganado anteriormente.